# Pyrausta nexalis
Pyrausta nexalis is een vlinder van de familie van de grasmotten (Crambidae). De wetenschappelijke naam van deze soort is voor het eerst voorgesteld als Botis nexalis door George Duryea Hulst in een publicatie uit 1886.

## Verspreiding
De soort komt voor in de westelijke helft van de Verenigde Staten

## Waardplanten
De rups leeft op Monardella crispa